# 2000년 하계 올림픽 조선민주주의인민공화국 선수단
조선민주주의인민공화국은 2000년 9월 15일부터 10월 1일까지 오스트레일리아 시드니에서 열린 2000년 하계 올림픽에 참가했다. 조선민주주의인민공화국 선수단은 개막식에서 대한민국 선수단과 함께 한반도기를 앞세워 공동 입장했다.

## 메달리스트
- 은메달
  - 리성희 (여자 역도 라이트급)

- 동메달
  - 김은철 (남자 복싱 라이트플라이급)
  - 계순희 (여자 유도 하프라이트급)
  - 강영균 (남자 레슬링 그레코로만형 플라이급)